# Вігем (Джорджія)
Вігем (англ. Whigham) — місто в США, в окрузі Грейді штату Джорджія. Населення — 428 осіб (2020).

## Географія
Вігем розташований за координатами 30°53′3″ пн. ш. 84°19′31″ зх. д. / 30.88417° пн. ш. 84.32528° зх. д. (30.884049, -84.325215). За даними Бюро перепису населення США в 2010 році місто мало площу 3,07 км², з яких 3,04 км² — суходіл та 0,03 км² — водойми.

## Демографія
Згідно з переписом 2010 року, у місті мешкала 471 особа в 161 домогосподарстві у складі 105 родин. Густота населення становила 153 особи/км². Було 191 помешкання (62/км²).
Расовий склад населення:
| - 61,1 % — білих - 35,9 % — чорних або афроамериканців - 2,1 % — корінних американців |

Частка іспаномовних становила 0,8 % від усіх жителів.
За віковим діапазоном населення розподілялося таким чином: 18,7 % — особи молодші 18 років, 48,8 % — особи у віці 18—64 років, 32,5 % — особи у віці 65 років та старші. Медіана віку мешканця становила 51,7 року. На 100 осіб жіночої статі у місті припадало 75,1 чоловіків; на 100 жінок у віці від 18 років та старших — 71,7 чоловіків також старших 18 років.
Середній дохід на одне домашнє господарство становив 38 215 доларів США (медіана — 37 708), а середній дохід на одну сім'ю — 40 130 доларів (медіана — 40 625). За межею бідності перебувало 30,5 % осіб, у тому числі 32,6 % дітей у віці до 18 років та 19,8 % осіб у віці 65 років та старших.
Цивільне працевлаштоване населення становило 197 осіб. Основні галузі зайнятості: мистецтво, розваги та відпочинок — 38,6 %, роздрібна торгівля — 21,8 %, освіта, охорона здоров'я та соціальна допомога — 8,1 %, будівництво — 7,6 %.